# Hansa Bryggeri
Hansa Bryggeri er et bryggeri i Bergen i Norge der blev grundlagt i 1891. Waldemar Stoud Platou købte op det lokale bryggeri og forløberen for Hansa Bryggeri, Bryggeriet Sembske, og gav den sit nye tyske-tilknyttede navn, opkaldt efter Hanseforbundet, som tidligere var aktivt i Bergen. Den oprindelige bryggeri på Kalfaret ved foden af Bergens syv fjelde, flyttede i 1980'erne de fleste af sine operationer til det industrielle område Kokstad hvor der i dag brygges øl, under to mil syd for Bergen. Senere blev etableret et mikrobryggeri i sine gamle lokaler, kaldet "Waldemar mikrobryggeri" og bryggeri museum "Kalfaret Brygghus", der også har en restaurant og festlokaler.
Hansa Bryggeri er nu fusioneret med Borg bryggeri i Sarpsborg og Christianssands Bryggeri (CB) i Kristiansand til Hansa Borg Bryggerier ASA.
- Hansa bryggeris paviljong under landsutstillingen i Bergen i 1928.
Foto: Atelier K.K. (Knud Knudsen)